# Оскар Баррена
Оскар Баррена (ісп. Óscar Barrena, 22 жовтня 1966) — іспанський хокеїст на траві.
Учасник Олімпійських Ігор 1996 року. Срібний призер 1996 року.